# GJ 3685
GJ 3685 är en dubbelstjärna i södra delen av stjärnbilden Lejonet. Den har en skenbar magnitud av ca 13,34 och kräver ett kraftfullt teleskop för att kunna observeras. Baserat på parallax enligt Gaia Data Release 3 på ca 53,1 mas, beräknas den befinna sig på ett avstånd på ca 61 ljusår (ca 18,8 parsek) från solen. Den rör sig bort från solen med en heliocentrisk radialhastighet på 7 km/s.

## Egenskaper
Primärstjärnan GJ 3685 A är en orange till röd dvärgstjärna i huvudserien av spektralklass M4 V, Den har en effektiv temperatur av ca 3 100 K.
GJ 3685 är en del av ett dubbelstjärna med två komponenter separerade med 24 bågsekunder. Primärstjärnan, GJ 3685 A, är en mycket gammal röd dvärg som också är en flarestjärna. En 20-minuters flare observerades 2004 av GALEX-teleskopet. Följeslagaren, GJ 3686, är en annan svag röd dvärg av spektraltyp M5. Den är också känd som LP 613-50 och ligger på ungefär samma avstånd som primärstjärnan.